# Дібрівська сільська рада (Зарічненський район)
Ді́брівська сільська́ ра́да — колишній орган місцевого самоврядування в Зарічненському районі Рівненської області. Адміністративний центр — село Дібрівськ.

## Загальні відомості
- Дібрівська сільська рада утворена в 1940 році.
- Територія ради: 125,566 км²
- Населення ради: 2 512 особи (станом на 2001 рік)
- Водоймища на території, підпорядкованій даній раді: річка Стир, озеро Біле, озеро Чорне, озеро Бухове.

## Населені пункти
Сільській раді були підпорядковані населені пункти:
- с. Дібрівськ
- с. Вовчиці
- с. Зелена Діброва

## Склад ради
Рада складалася з 16 депутатів та голови.
- Голова ради: Шепелевич Василь Дмитрович
- Секретар ради: Блищик Ольга Володимирівна

### Керівний склад попередніх скликань
| Прізвище, ім'я, по батькові | Основні відомості                                                               | Дата обрання | Дата звільнення |
| --------------------------- | ------------------------------------------------------------------------------- | ------------ | --------------- |
| Смаглюк Ніна Василівна      | Сільський голова, 1959 року народження, член Народної партії                    | 26.03.2006   | 31.10.2010      |
| Шепелевич Василь Дмитрович  | Сільський голова, 1971 року народження, освіта середня спеціальна, безпартійний | 31.10.2010   |                 |

Примітка: таблиця складена за даними сайту Верховної Ради України